# Río Balao Grande
Der Río Balao Grande ist ein 44 km langer Zufluss des Pazifischen Ozeans im Südwesten von Ecuador. Einschließlich Quellflüssen beträgt die Gesamtlänge 75 km.

## Flusslauf
Der Río Balao Grande entsteht am Westhang der Cordillera Occidental auf einer Höhe von etwa 550 m am Zusammenfluss von Río Chaucha und Río Chacayacu. Die Quellflüsse entspringen im Nationalpark Cajas auf Höhen von bis zu 4000 m. Der Río Balao Grande fließt in überwiegend westlicher Richtung. Der Río Balao Grande erreicht das Küstentiefland. Dort mündet der Río Pijilí von links in den Río Balao Grande. Dieser überquert die Provinzgrenze von Azuay nach Guayas. Die Fernstraße E25 kreuzt den Flusslauf bei Flusskilometer 20. 7 km oberhalb der Mündung passiert der Río Balao Grande die Kleinstadt Balao. Die Mündung in den Golf von Guayaquil liegt 75 km südlich der Großstadt Guayaquil. Das Einzugsgebiet des Río Balao Grande umfasst etwa 790 km². Nördlich des Río Balao Grande verläuft der Rio La Jagua, südlich der Río Gala.